# Кент (округ, Мэриленд)
Округ Кент (англ. Kent County) — округ на Восточном берегу штата Мэриленд. Административный центр округа (county seat) — городок Честертаун. Округ Кент граничит с Делавэром (точнее, с одноимённым округом в том штате) на востоке, округом Куин-Анс на юге, округом Сисил на севере и Чесапикским заливом на западе. В 2000 г. в округе проживало 19 197 человек, то есть Кент самый маленький по населению из всех округов Мэриленда. Округ назван в честь английского графства Кент.